# Trichiurus brevis
Trichiurus brevis är en fiskart som beskrevs av Wang och You 1992. Trichiurus brevis ingår i släktet Trichiurus och familjen Trichiuridae. Inga underarter finns listade i Catalogue of Life.